# Скоропадський Данило Павлович
Скоропа́дський Дани́ло Па́влович (31 січня [13 лютого] 1904, Санкт-Петербург, Російська імперія — 23 лютого 1957, Лондон, Велика Британія) — український політичний і громадський діяч, син Гетьмана Павла Скоропадського, Гетьманич, лідер та провідник гетьманського руху в 1948—1957 рр. Народився в Санкт-Петербурзі, за фахом інженер. З 1919 року в еміграції в Швейцарії, Німеччині, а з 1939 — в Великій Британії. З 1932 року допомагав батькові в керуванні Гетьманським рухом. По війні брав активну участь у організації українського життя у Великій Британії, з 1949 року — почесний голова Союзу Українців у Великій Британії. У 1948 перебрав Верховне управління Гетьманським рухом. Помер у Лондоні 23 лютого 1957 року за загадкових обставин. Останній представник роду Скоропадських по чоловічій лінії.

## Життєпис

### Походження та ранні роки життя
Данило Скоропадський народився 31 січня (13 лютого) 1904 року в Санкт-Петербурзі. Своє ім'я він отримав на честь гетьмана Данила Апостола. Данило був четвертою дитиною в родині Павла і Олександри Скоропадських, які на той час уже мали двох доньок (Марію та Єлизавету) та сина Петра. Батьки Данила за своїм походженням, багатством і становищем належали до найвищих аристократичних кіл Петербурга.

#### Родовід
Батько Данила — Павло Скоропадський — кавалергард і фліґель-ад'ютант царя, учасник російсько-японської війни, один із найбільших свого часу землевласників. Від діда й батька йому з братом Михайлом перейшли в спадок великі володіння в Полтавській та Чернігівській губерніях (Тростянець, Полошки, Ярошівка, Восковці, Дунаєць, Кубаров). У Кубарові містився один із найкращих у Російській імперії кінних заводів, великий винокурний завод; у Полошках добувалася високоякісна глина, що використовувалася на власному заводі для виробництва цегли; у Кубаровсько-Дунаєцькому та Тростянецькому господарствах продавалися будівельні матеріали. Ці маєтки щорічно давали сім'ї Скоропадських величезні прибутки.
Матір — Олександра Петрівна Скоропадська (Дурново) — була єдиною дочкою генерал-ад'ютанта Петра Павловича Дурново, який також займав чільне місце у вищій ієрархії тогочасного російського суспільства і належав до його найзаможніших верств — був засновником Сибірського торгового банку, членом Алтайського золотопромислового товариства, мав великі маєтки у В'ятській та інших губерніях. Матері Олександри Дурново — Марії Василівні (з роду Кочубеїв) належало кілька маєтків на Полтавщині — Чутове, Кочубеївка, Іскрівка, Скороходове.
По лінії батька Данило Скоропадський успадкував належність до одного з найстаріших і найвідоміших українських родів. Своїм корінням цей рід сягав середини XVII ст., коли вперше документально було зафіксоване прізвище Федора Скоропадського, який прославив своє ім'я в бою під Жовтими Водами 1648 року, під час визвольної війни українського народу проти польського панування.
У листі до Данила 1925 року Павло Скоропадський із гордістю нагадував сину:
«…Твої предки були простими козаками й нобілітацію роду свого дістали за службу при війську, за відвагу, за енергію, за військовий хист, ними виявлений… Вони ніколи не бажали спокійного життя без турбот і без праці, йшли тернистими шляхами і доходили до високого становища в державі й до видатної ролі в історії свого народу».
Одним із таких діячів в українській історії був гетьман Лівобережної України Іван Скоропадський (1646–1722), якому доводилося в тяжкий післямазепинський період постійно стримувати розгін переможця Петра І, який прагнув знищити автономію України. Іван Скоропадський синів не мав, тому продовжувачем роду став його брат Василь (сотник Чернігівського полку, а потім — генерал-бунчужний гетьмана), який і був безпосереднім предком Данила Скоропадського. Протягом трьох століть цей рід дав Україні багатьох визначних військових, державних і громадських діячів.
Члени роду Скоропадських ріднились у шлюбах із найвідомішими козацько-шляхетськими родинами, серед яких були Апостоли, Бутовичі, Гамалії, Забіли, Закревські, Кочубеї, Лисенки, Кулябки, Лизогуби, Марковичі, Миклашевські, Милорадовичі, Тарновські, Полуботки. Крім того, у жіночих лініях рід Скоропадських був пов'язаний із великокняжими династіями Рюриковичів, Гедиміновичів, а також із пануючими європейськими родами. Нащадками цих династій у прямій лінії були бабуся Данила по батьку — Марія Андріївна Миклашевська і мати Гетьманича — Олександра Петрівна, яка по материнській лінії походила з відомого українського роду Кочубеїв. Одним із найдавніших предків Олександри Скоропадської (Дурново) вважається також граф Анрі де Монс, виходець з Фландрії, який ще в середині XIV ст. опинився й осів на Чернігівщині. Таким чином, родове дерево Данила Скоропадського було глибоко вкорінене в найдавніші верстви не лише української, а й загальноєвропейської історії.

#### Формування національного світогляду

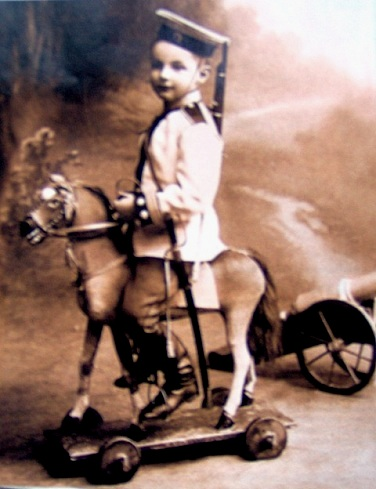
Малий Данило в Санкт-Петербурзі

На формування національного світогляду хлопця певною мірою впливало перебування щоліта в родових маєтках батька — Полошках (вперше Данила привезли туди в шестимісячному віці) і Тростянці на Чернігівщині. Портрети гетьманів (у тому числі й Мазепи), старі образи й козацька зброя, рідкісні книги, що збиралися століттями дідами й прадідами, ймовірно, не залишали Данила байдужим. Саме тут, серед української природи, української мови і родових традицій, він, всупереч елітарному оточенню Петербурга, відчував свою спорідненість із українським народом.
На жаль, національний колорит Полошок і, особливо, Тростянця, не був на той час таким виразним, як, наприклад, за Івана Михайловича Скоропадського — діда Павла Скоропадського і прадіда Данила. Українська атмосфера пронизувала тоді все життя навкруги. У своїх спогадах Павло Скоропадський недаремно згадував, що перші українські враження він отримав саме в будинку діда. Іван Михайлович добре розмовляв українською мовою і ретельно дотримувався українських традицій не тільки в побуті, а й у релігійних обрядах. Його частими гостями були відомі українофіли та діячі української культури — Василь Тарновський, Василь Горленко, Григорій Ґалаґан, Микола Ґе та ін. Тут, у Тростянецькому маєтку, постійно лунали пісні бандуристів, обговорювали твори Тараса Шевченка, Миколи Костомарова та інших українських поетів та письменників. Як згадував Павло Скоропадський, він з 5 до 12 років, крім родових маєтків, Стародуба і Києва, взагалі ніяких інших міст не бачив.
Щодо Данила, то йому в цьому відношенні пощастило трохи менше, ніж батькові.

#### Дитинство
Дитячі роки Данила Скоропадського пройшли, в основному, у Петербурзі, де родина Скоропадських мешкала до середини 1918 року. Він зростав у російському середовищі і переважно під впливом російської культури. Як і всі діти тогочасної еліти, хлопчик отримав класичне домашнє виховання та освіту.
Малий Данило грав на роялі, альті, скрипці, вивчав іноземні мови (англійську, французьку, німецьку), брав участь у дитячих концертах і виставах, відвідував театри та художні виставки, активно займався спортом. Взагалі коло інтересів хлопчика було надзвичайно широким. З раннього дитинства він цікавився також машинами і любив конструювати, займався випилюванням по дереву і здобував навички столярної майстерності. Речі, зроблені власними руками (етажерка, полиці, рамки для фото, підставки для квітів), він з любов'ю дарував близьким. Індивідуальні заняття Данила вдома пізніше поєднувалися з навчанням у Першій петербурзькій гімназії.
Велику роль у вихованні дітей відігравала мати — Олександра Петрівна Скоропадська. Вона була душею сім'ї. Павло Скоропадський, як кадровий військовий, не мав змоги приділяти дітям достатньо уваги, тому саме на дружину лягала чи не головна відповідальність за їх розвиток і становлення як особистостей.
Споглядаючи процеси, що охопили суспільство після лютневих подій 1917 року, і висловлюючи хвилювання за майбутнє дітей, вона в березні того ж року писала чоловіку:
«Я з жахом думаю про майбутнє виховання Данилка. Наскільки важко буде привити йому відчуття порядності у тому гнилому середовищі, в якому доводиться жити… Але Ти не хвилюйся, я духом падати не буду, у жодному випадку, й дітей Твоїх так чи інакше виведу на шлях правди та порядності…»
Незважаючи на тяжкий період, що розпочався після повалення царату, з його нестабільністю і непередбаченістю, повним розладом у суспільних відносинах і свідомості людей, Олександрі Скоропадській дійсно вдалося врятувати дітей від втрати тих ідеалів, на яких вони виховувалися, і виростити їх чесними й шляхетними.

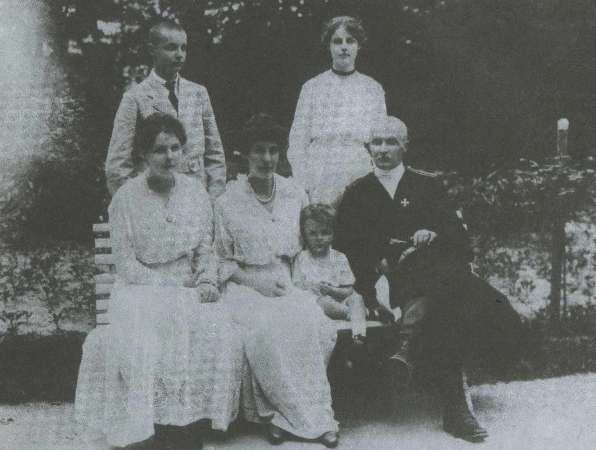
Гетьман Павло Скоропадський з родиною. Зліва направо: Данило, Марія, Єлисавета, дружина Олександра і Павло (помер влітку 1918 р.). Олена народиться лише 5 липня 1919 р. в Німеччині

У цьому ж ключі доречно згадати статтю Осипа Назарука «Гетьманська родина», яку автор написав у 1927 році, невдовзі після відвідування сім'ї Скоропадських у Берліні. Як сторонній спостерігач і людина неупереджена, він був зачарований атмосферою й стосунками, що панували в родині Гетьмана. Особливе враження на нього справили діти. У зв'язку з цим він писав:
«Діти виховані так, що дай Боже, щоб у кожного з нас діти були хоч трохи так виховані: вони вчені, побожні, працьовиті (працюють з Гетьмановою в огороді). При тім поведення їх таке людяне і скромне, що їх тут усі люблять».

#### У вирі революції
1917 рік став фатальним для Російської імперії Романових і переломним для багатьох поневолених народів, що входили до неї. Із зреченням від престолу імператора Миколи II почався докорінно новий етап і в житті Скоропадських. Ця звістка застала сім'ю, крім батька, у Петрограді. Данилу виповнилося тоді 13 років. На той час у родині було вже п'ятеро дітей: 29 вересня 1915 року в Олександри Петрівни народився ще один хлопчик — Павло.
Події, що вирували в революційному Петрограді, не могли залишатися поза увагою учня п'ятого класу гімназії, котрий звик до розміреного впорядкованого ритму столичного життя. Свої переживання хлопчик описував у численних листах до батька.
Батько ж Данила про революцію довідався в Україні, де в той час дислокувався 34-й армійський корпус, яким він командував. Революційні події, що набирали обертів, призвели до зміни і у світогляді колишнього імперського генерала, який став свідком небувалого піднесення національно-демократичного руху. Перед Скоропадським постав вибір: з ким іти далі та який шлях обрати. Як українець, він, ймовірно, підсвідомо визначив цей шлях одразу, але увійшов в українську революцію поступово, після вагань і роздумів. Адже все його попереднє життя було тісно пов'язане з Російською імперією, в якій він посідав одне з чільних місць, а соціалістичні ідеї лідерів Української Центральної Ради були для нього абсолютно чужими й неприйнятними.
Однак калейдоскоп бурхливих подій у Петрограді та Києві, особливо після приходу до влади в Росії більшовиків, змусив Павла Скоропадського прийняти остаточне рішення й усвідомити свою місію в революції. У своїх споминах він писав:
«… Я пішов тим шляхом, до якого ближче всього лежало моє серце. Цей шлях вів до України. Йшов я без честолюбивих замислів, од етапу до етапу, поступово все більше і більше приймаючи той український світогляд, який і привів мене до ідеї української державності»

#### Часи Української Держави

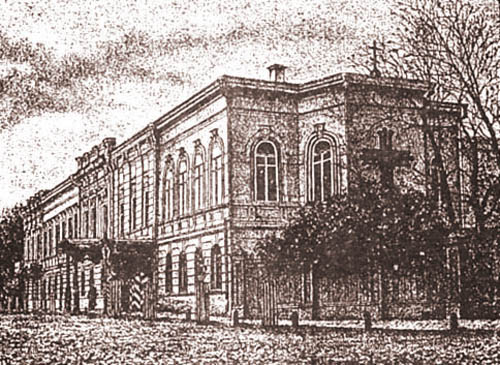
Гетьманська резиденція в Києві

Навесні 1918 року політика Української Центральної Ради зазнала краху: 29 квітня 1918 року розпочався новий етап у історії української революції. Саме того дня з'їзд хліборобів-власників, що зібрався в київському цирку Крутикова по вул. Миколаївській, проголосив Гетьманом усієї України Павла Скоропадського.
Про події в Україні Олександра Скоропадська з дітьми дізналася з петроградської преси. Їх подальше перебування в Петрограді в умовах більшовицького режиму ставало дедалі небезпечнішим. Але питання про переїзд було вирішене лише в червні, після підписання в Києві (12 червня 1918 року) договору про перемир'я між Українською Державою і більшовицькою Росією. Наприкінці червня 1918 року родина Гетьмана прибула спеціальним потягом до української столиці.
Резиденція Павла Скоропадського містилась у невеликому будинку по вул. Інститутській, 40, де колись жили генерал-губернатори. Зайняти царський палац, що знаходився неподалік і був значно більшим, Гетьман категорично відмовився з принципових міркувань: у ньому не так давно перебував київський більшовицький ревком. У гетьманському будинку, який охоронявся спеціальною вартою, родині Скоропадських відвели разом з їдальнею та вітальнею шість невеликих кімнат.
Згадуючи в еміграції ті часи, Данило писав, що він щодня спостерігав зміну гетьманської варти, яка рівно о 12-тій годині з музикою й українськими прапорами проходила повз його вікна, і це викликало в нього особливі хвилюючі відчуття. Тут же, у будинку, Данило був свідком прийому Гетьманом іноземних послів і делегацій, а також щоденних засідань гетьманських міністрів. Він мав змогу зблизька бачити тих, хто відповідав у той час за долю України і докладав багатьох зусиль, щоб її збудувати. Це були такі відомі особи, як Микола Василенко, Дмитро Дорошенко, Дмитро Донцов, Антін Ржепецький, В'ячеслав Липинський та багато інших.
У своїх спогадах Дмитро Дорошенко згадував, якою дійсно титанічною була робота гетьманського апарату, і як самовіддано, майже без відпочинку, працював сам Гетьман. Дорошенко відзначав надзвичайну працездатність Павла Скоропадського, його вміння чітко й суворо розподілити час і завдяки цьому встигнути багато зробити. Як писав Дмитро Дорошенко,
«…Він [Скоропадський] жив в'язнем у своїй господі: з ранку до глибокої ночі просиджував за прийомами, вислуховуванням доповідей та засіданнями. Просто доводилося дивуватись, як людський організм міг виносити таке напруження».
У цьому відношенні приклад батька був тим підґрунтям, на якому формувався в подальшому характер і особистість Данила. Через ціле життя Гетьманича, як згадували його сучасники, червоною ниткою проходила праця. Праця над собою, над гетьманською ідеєю, на широкім громадськім полі, за фахом.

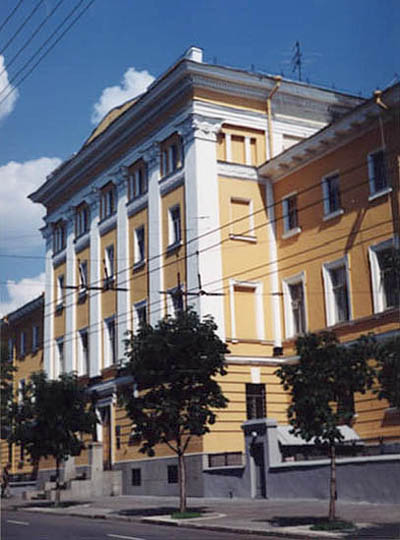
Будівля колишньої Першої гімназії в Києві, де в 1918 році вчився Данило Скоропадський

У Києві Гетьманич вчився в українському класі гімназії Володимира Науменка, відомого педагога, громадського діяча і редактора «Киевской Старины». Своїм «домашнім» учителем Данило називав полковника Н. Блаватного, який проводив з ним багато часу і завдяки якому Данилу вдалося багато чого зрозуміти й усвідомити. 15 серпня 1918 року родину Скоропадських спіткало велике горе: раптово помер молодший брат Данила, трирічний Павло і одночасно з цим Олександра Петрівна втратила ще одну дитину, яка не встигла народитися.
Загалом, перебування Гетьманича в Києві обмежилося трьома місяцями, а період існування гетьманської держави — сімома з половиною. Вона була повалена внаслідок антигетьманського повстання і приходу до влади Директорії. Але ті часи, коли Українська Держава існувала реально і ставала вже міцно на ноги, назавжди вкарбувалися в пам'ять Гетьманича. Спогади про них стали пізніше тією життєдайною силою, яка живила його душу і допомогла визначити свій шлях на чужині.
Незадовго до повстання Павло Скоропадський відіслав дітей за кордон. Його дружина залишилася в Києві, щоб бути поруч і розділити всі труднощі чоловіка. Після того, як Директорія оголосила Павла Скоропадського поза законом, він змушений був залишити Київ і виїхати з дружиною до Німеччини, а потім на деякий час до Швейцарії. Універсал Директорії, оголошуючи Павла Скоропадського поза законом, водночас конфісковував і всі його маєтки. З цього приводу В'ячеслав Липинський писав:
«…У той час це був одинокий український наказ про персональну конфіскату панського маєтку. Ні одному з панів, що з погордою та ненавистю ставились до українства, і тому в життю українськім ніякої участі не брали, інтелігенція українська маєтків не конфіскувала. Сконфіскувала тільки маєтки Скоропадських і самого Гетьмана — що віддав усі свої сили будові Української Держави»

### В еміграції
Після падіння Української Держави, будучи 14-річним хлопчиком, Данило Скоропадський разом із родиною опинився на чужині. Перебуваючи в еміграції в Швейцарії (Лозанна) він із відзнакою закінчив у 1922 році французьку реальну гімназію і виїхав невдовзі до Німецької Держави, у Ванзеє (біля Берліна), де з кінця 1921 року остаточно оселилася його родина. Тут він працював робітником на фабриці Сіменса і Шукерта (Siemens-Schuckert), а потім вступив до Вищої технічної школи (Берлінський технічний університет) у Шарлоттенбурзі. Після її закінчення, з 1928 по 1932 рр., Данило Скоропадський був співробітником найбільшої в ті часи електротехнічної фабрики Сіменса і Гальске (Siemens & Halske).

#### Участь у гетьманському русі
У той час українська політична еміграція чітко розмежувалася на три групи: республіканців УНР, консервативні кола та націонал-революціонерів. Діячі, які репрезентували на чужині Українську Державу 1918 року і належали до консервативного табору (серед них — В'ячеслав Липинський, Микола Кочубей, Сергій Шемет, Олександр Скоропис-Йолтуховський) заснували в Австрійській республіці в 1920 році Український Союз Хліборобів-Державників (УСХД), що дало початок гетьманському руху в еміграції.
Політична програма Союзу, головною суттю якої принцип трудової монархії, викладена в праці В'ячеслава Липинського «Листи до братів-хліборобів». УСХД ставив за мету побудову української суверенної держави у формі дідичного гетьманату, персоніфіковану в особі Гетьмана Павла Скоропадського та його роду. Гетьман Павло Скоропадський став на чолі УСХД у 1922 році, і одночасно в Берліні було створено Центральну управу (пізніше — Головна управа об'єднаних хліборобських організацій), як виконавчий орган УСХД, якому підпорядковувались усі члени Союзу у різних країнах.

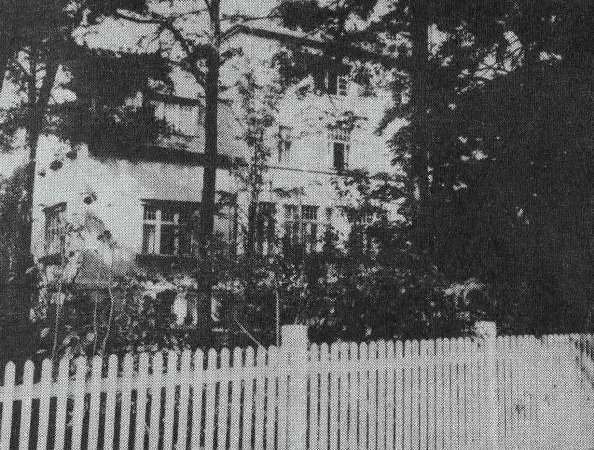
Будинок родини Скоропадських у Ванзеє

На початку 1920-х рр. постала низка гетьманських організацій у Чехословацькій республіці, Польській республіці, Німецькій Державі, Французькій республіці. На гетьманські позиції перейшли численні українські організації США і Канади.
Влітку 1926 року в Берліні було створено Український науковий інститут, фундатором якого стало Товариство допомоги біженцям на чолі з дружною Гетьмана Олександрою Скоропадською. Першим директором інституту був професор Дмитро Дорошенко, відомий національний діяч, історик, колишній міністр закордонних справ Української Держави 1918 року.
Активізація української політичної еміграції, гетьманського руху, не залишила осторонь Данила Скоропадського. Великий вплив справляли на нього й близькі стосунки з В'ячеславом Липинським та іншими відомими діячами монархічного напряму. У той період Данило проводив активну роботу серед української молоді і очолював студентську організацію «Дніпро», тісно співпрацював із багатьма відомими українськими діячами, у тому числі із Степаном Федаком — братом дружини полковника Євгена Коновальця, а також брав участь у роботі Гетьманського клубу ім. Липинського, в якому, між іншим, постійним гостем був і сам Євген Коновалець. Окрім цього, Данило брав активну участь і в ширшому українському студентському житті.

#### Спадкоємець українського престолу
Павло Скоропадський та його однодумці бачили в Данилові людину, яка змогла б очолити гетьманський рух після батька. Зважаючи на важливість цієї справи і відповідальність, яку Данило мав прийняти на себе, Павло Скоропадський 1 квітня 1925 року звернувся до нього зі своїм відомим листом. Лист був приурочений до повноліття Данила, і в ньому Гетьман висловив свої думки з приводу тієї місії, що лежала на ньому і гетьманському русі взагалі. Він писав:
«Коли в 1918 році я, шукаючи виходу для свого краю з критичного становища, керувався більше інстинктом, то тепер я вже цілком свідомо й продумано кладу на плечі свої і своїх нащадків цей тяжкий хрест і це велике завдання служити незмінною, непохитною підпорою для Української Державності. Моїм обов'язком є не тільки до кінця свого життя вести гетьманців до перемоги, але також приготувати собі наступника, достойного високої чести й великої відповідальности бути вождем нації.
Тому я ставлю тобі, мій сину і єдиний спадкоємче моїх прав і обов'язків, питання: чи готовий ти мої права й обов'язки на себе перейняти й до кінця їх непохитно нести? Все обдумай і розваж. Хай велич завдань не лякає тебе».
Останньою настановою Гетьмана Данилові були такі слова:
«Пам'ятай, що раз ти приймеш на себе добровільно мої права і обов'язки, ти мусиш дбати про те, щоб бути достойним великого завдання, ти мусиш придбати мудрих, чесних, відданих спільній ідеї й добре зорганізованих помічників і що таких помічників не можна враз при потребі знайти й зорганізувати, а треба їх розшукувати й готувати ціле життя».

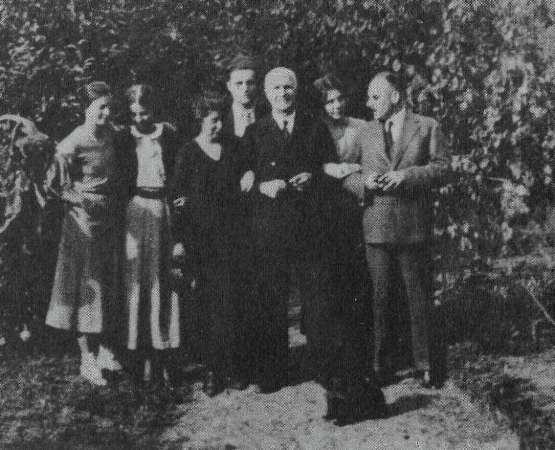
Родина Скоропадських у саду, 1935 рік. Зправа наліво: граф Адам Монтрезор, Марія Монтрезор (Скоропадська), Гетьман Павло Скоропадський, Данило Скоропадський, Олександра Скоропадська, Єлисавета та Олена Скоропадські

Після тривалих роздумів Данило через рік дав позитивну відповідь. На початку 1933 року він залишив роботу на фабриці і повністю віддався діяльності в гетьманському центрі. 16 травня 1933 року, у день свого 60-річчя, Гетьман Павло Скоропадський урочисто проголосив:
«Історія наказує мені дбати, щоб започаткована мною в 1918 році державна організація України продовжувалася далі до повного щасливого завершення нашого національно-державного діла. В наших українських обставинах потрібно для цього напруженої, упертої праці ряду поколінь. Тому, хоч і почуваю ще сили, енергію та порив до боротьби, то все ж таки мушу подбати про те, щоб і після мене був забезпечений безперервний провід нашому ділові.
І тому … урочисто проголошую свою волю:
Після мене провід нашого діла і всі права й обов'язки старшого в нашім роді переходять на сина мого Данила. Синові моєму Данилові заповідаю непохитно, до кінця життя стояти на чолі гетьманського державного діла, а всім гетьманцям — вірно допомагати йому в цім».
Тим самим, Павло Скоропадський та його прихильники послідовно робили кроки на шляху утвердження принципів спадкової монархії з усією її атрибутикою. Сам факт політичного і спадкового заповіту мав застерегти спроби інших помітних фігур заявити претензії на український престол.

#### Подорож Сполученими Штатами та Канадою
Готуючись до своєї місії, Данило Скоропадський за дорученням батька здійснив у 1937–1938 рр. свою найвідомішу подорож до США і Канади. Українська діаспора і гетьманська організація за океаном були на той час найчисленнішими. Приїзд вперше на американський континент репрезентанта гетьманської ідеї та спадкоємця Павла Скоропадського мав для них величезне значення. Перша зустріч із Гетьманичем відбулася в Чикаго, куди він прибув у зв'язку з церемонією посвячення українського літака «Київ». Тут Данило звернувся до співвітчизників із промовою й одразу вразив присутніх своєю ерудицією та глибоким знанням української справи. Впродовж чотиримісячного візиту, що проходив, як писала тогочасна преса, під гаслом «За Україну» і під знаком українського тризуба, він провів численні зустрічі з українцями різних поколінь і політичних спрямувань. Його виступи були сповнені великого патріотизму, закликів до єднання, серйозних роздумів про майбутнє нації.

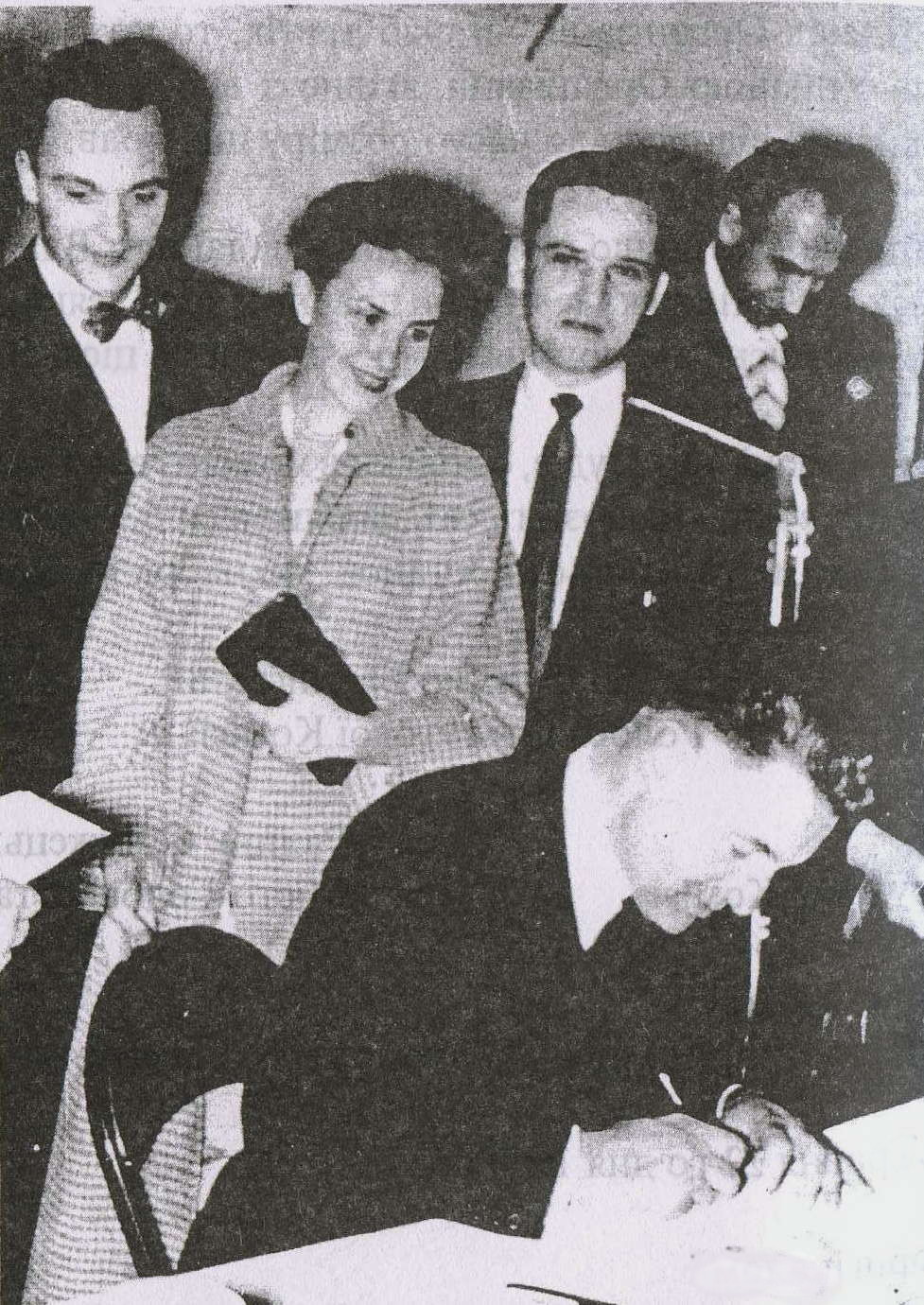
Гетьманич Данило серед гетьманців США, 1953 рік

Знайомство заокеанської діаспори з Данилом Скоропадським перевершило будь-які уявлення про нього. Він зумів завоювати серця багатьох українців, заразити своєю енергією, дати новий імпульс їх життю на чужині. Як згадували сучасники, Гетьманич, окрім інших позитивних рис, володів ще особливим даром привертати до себе людей і згуртовувати їх навколо себе. Він був справжнім дипломатом у своїх стосунках з ними. Ця якість проявлялася в його поведінці, манерах, вчинках. Саме таким побачили Данила тисячі українців Америки і Канади, коли писали про нього:
«Високий, стрункий, сильно збудований, знаменитий спортовець, мужній і ласкавий, енергійний у рухах і мові, спокійний, але рішучий, здержливий, поважний, але не зимний, елегантний ззовні і в зносинах з людьми, вільний у поведінці, а при тім повний дійсно гетьманської поваги. Він поривав українців за собою…»
Справжнім тріумфом стала для Данила його поїздка до Канади, де він зробив 41 публічний виступ перед українськими громадами Торонто, Монреаля, Оттави, Саскатуна, Едмонтона, Калгарі. Його популярність досягла на той час свого апогею. У ньому вбачали лідера, про якого навіть іноземні газети писали:
«…33-літній принц України одного дня може стати центральною фігурою у великім повстанні, від якого може залежати доля Європи й України».
Високо оцінюючи візит Гетьманича до США і Канади, українська діаспора зробила головний підсумок:
«Найбільше його діло — це проломання ледів у цілім українстві, яке майже два десятки років перебувало в полоні демагогічної протигетьманської пропаганди»

#### Друга світова війна
З 1939 року почався новий етап у житті Данила Скоропадського, пов'язаний з Великою Британією. В умовах, коли Друга світова війна фактично почалася, він, за пропозицією батька, виїхав на початку серпня 1939 року до Великої Британії, перед тим (у травні 1939 року) разом з батьком взявши участь у зустрічі з Авґустином Волошиним.

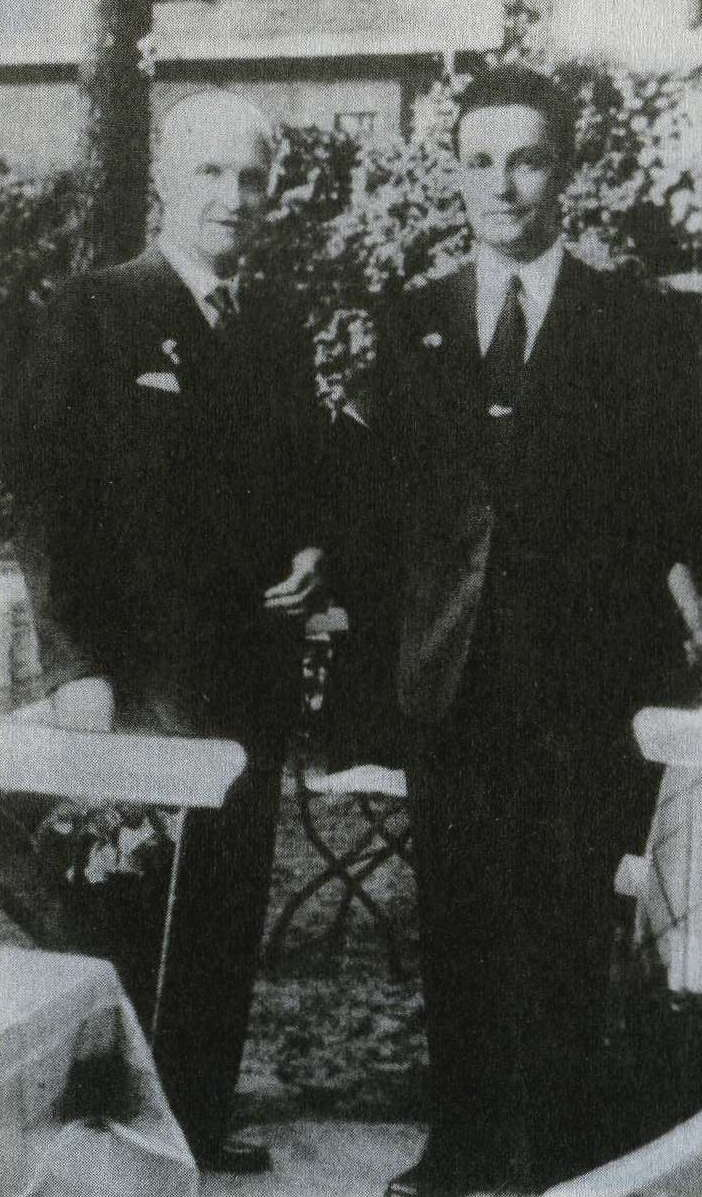
Гетьман Павло і Гетьманич Данило Скоропадські

Про від'їзд Данила Павло Скоропадський повідомив громадскість під час власних іменин. Присутні гості пов'язували це з планами організації українського війська з емігрантів у Європі й Америці, де Гетьманич побував незадовго перед тим. Насправді ж йому ставилося за мету налагодити контакти з британським урядом на випадок перемоги антигітлерівської коаліції у війні. Втім, у Великій Британії з великою підозрою ставилися до всіх, хто приїздив з Третього Рейху, а таку особу, як Данило Скоропадський, важко було не помітити. Тому активної діяльності йому розгорнути не вдалося. Загалом, з початком війни становище Данила Скоропадського було досить складним.
У Лондоні Данило Скоропадський прожив останні 18 років свого життя, до того трагічного дня 23 лютого 1957 року, коли його не стало. На момент приїзду Гетьманича до Великої Британії українських емігрантів там було небагато, і чи не єдиним представником гетьманського руху в цьому регіоні був Володимир Коростовець, який приїхав свого часу до Великої Британії за дорученням Павла Скоропадського. Але в повоєнний час коло української еміграції у Великій Британії значно розширилося: тут опинилося близько 40 тисяч біженців із СРСР, у тому числі членів ОУН та вояків УПА. Згодом українська діаспора стала тут однією з найбільших у Європі.
15 березня 1945 року Павло Скоропадський доручив одному зі своїх наближених — Іллі Сапізі — дістатися у зону дії британської армії з тим, щоб потім зв'язатися з Данилом Скоропадським та передати йому, щоб «доложив усіх зусиль для врятування українців без різниці їх політичних переконань».
Гетьман наголошував:
«Наша сила — в наших українських людях. Виживуть вони — постане Україна!»
Данило Скоропадський як міг виконував батьківський наказ. Зокрема, він домігся, щоб вояки Української Національної армії (І-ї дивізії УНА) були інтерновані в британо-американську зону окупації.
Серед багатьох проблем, які також постали перед Гетьманичем, однією з головних було створення Союзу Українців у Великій Британії (СУБ). Вирішенню цього питання він надавав першочергового значення, бо розумів, що українська еміграція може продовжувати боротьбу за свої ідеали лише тоді, коли сама буде сильною і згуртованою. Такий Союз було створено в 1946 році в Единбурзі. Невдовзі Данила, як одного з головних організаторів СУБу, було обрано його незмінним почесним головою.

### Повоєнні роки
Щоб утриматися на поверхні і не бути тягарем для гетьманських організацій за океаном у матеріальному плані, Данило Скоропадський після війни знову повернувся до праці за фахом.
У 1946 році доля звела його з відомим у світі підприємцем Володимиром Джусом, американцем українського походження, який очолював у США велику літакобудівну компанію «Dzus Fastener». Маючи філію цієї фірми у Великій Британії, він запросив Данила до праці і протягом наступних 11 років, аж до самої смерті, Гетьманич працював тут технічним директором. Володимир Джус надзвичайно цінував Данила як фахівця і був переконаний, що якби той не займався політикою, то зробив би велику кар'єру в індустрії.
Джус завжди був для Гетьманича великою підтримкою та надійною опорою в різних, часом дуже складних, ситуаціях. Він був першим, хто після смерті Гетьманича запропонував купити його будинок з метою створення в ньому історико-меморіального музею. Через певні обставини цього не вдалося зробити.

#### Провідник гетьманського руху
Після смерті батька (1945) і закінчення Другої світової війни Данило фактично перебрав на себе функції провідника гетьманського руху. Офіційно він був проголошений ним 5 листопада 1948 року, після складеня обов'язків реґента гетьманського руху його матір'ю Олександрою Скоропадською, яка незадовго до того відзначила свій 70-літній ювілей. З цієї нагоди Гетьманич 25 жовтня 1948 року прибув до Тризонії. В Оберстдорфі він зустрівся з матір'ю та сестрами, яких не бачив майже 10 років, і відвідав могилу батька.
Приймаючи на себе права й обов'язки керманича гетьманського руху, Данило звернувся до українців з такою промовою:
«Заявляю твердо й урочисто, що виконуючи заповіт покійного батька мого — Гетьмана всієї України Павла, продовжуватиму гетьманське діло, започатковане ним. Так само, як і він, завжди і по кінець життя мого служитиму найвищим національно-державним прагненням українського народу та його визвольній справі. … Молю Господа Бога, щоб скріпив мене в духовних і фізичних силах для успішного продовжування й закінчення розпочатого діла на добро й велич України. Молю Господа Бога, щоб дав усім українцям внутрішню віру, єдність і силу, щоб освятив боротьбу українського народу за його законні права і дав йому остаточну перемогу».

#### Візит до Німеччини
Під час свого візиту до Німеччини Данило Скоропадський відвідав українські табори поблизу Мюнхена, Український вільний університет, Українську вільну академію наук, провів зустрічі з відомими українськими діячами, у тому числі Степаном Бандерою. У своїх промовах Гетьманич знову і знову закликав українців до єдності, повної політичної консолідації. Проте цей період характеризувався загостренням відносин між різними політичними колами української еміграції, у першу чергу між представниками гетьманського та уенерівського напрямів. Фактично їх стосунки віддзеркалювали той стан справ, який створився в українському національному таборі ще в процесі визвольних змагань 1917–1920 рр.

#### Протистояння з УНРадою
У липні 1948 року лідерами УНР в екзилі було створено Українську Національну Раду, яку було проголошено єдиним репрезентативним органом українського руху в діаспорі. У зв'язку з цим Союз гетьманців державників, який не був представлений у Раді, виступив із заявою, в якій чітко висловив позицію гетьманців щодо тієї ролі, котру УНРада мала б відігравати як дійсно представницький орган усіє української громадськості на чужині. Гетьманці наголосили, що концепцію УНР поділяють не всі українці, і для того, щоб УНРада мала статус всенаціонального політичного центру, вона повинна не обмежуватися вузько соціалістичними інтересами, а будуватися на засадах всеукраїнства, об'єднуючи навколо себе всі політичні і громадські еміграційні угруповання.
На противагу уенерівцям, гетьманці запропонували свою структуру УНРади з тим, щоб у ній були представлені усі чотири, існуючі на той час в українському русі, державно-визвольні концепції, виразниками яких були Андрій Лівицький, Степан Бандера, Андрій Мельник і Данило Скоропадський. Але заклик до співпраці й взаєморозуміння не дав бажаних наслідків, а, навпаки, призвів до ще більшої конфронтації між двома політичними таборами. Свідченням цього є, наприклад, той факт, що до зали засідань II сесії УНРади (1949 рік) не було допущено навіть кореспондентів від гетьманського руху.

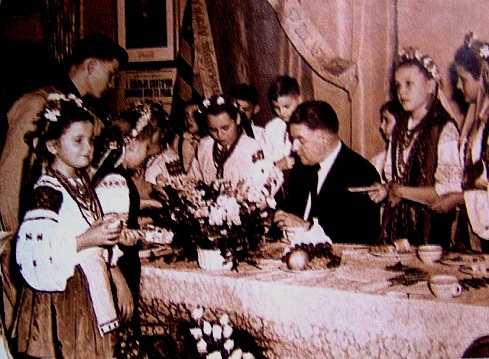
Данило Скоропадський серед української молоді в Нью-Йорку, 1953 рік

Данило Скоропадський дуже хворобливо сприймав чвари і конфлікти серед української еміграції, що істотно послаблювали її позиції. Як людина, перед якою був приклад західних демократій, він з прикрістю зазначав відсутність розуміння пріоритету національних інтересів над партійними.

#### Життя у Великій Британії
Повернувшись до Великої Британії, Данило продовжив активну діяльність по зміцненню гетьманського руху, зокрема створенню на теренах Великої Британії Крайової організації Союзу гетьманців-державників. Така організація офіційно була оформлена (хоча фактично існувала вже два роки) на першому установчому з'їзді СГД Великої Британії, що відбувся в Болтоні (поблизу Манчестера) у листопаді 1949 року. На ньому виступив Данило Скоропадський, який ще раз наголосив, що гетьманський рух — це складова частина загальноукраїнського руху і головною позицією гетьманців є консолідація всіх українських політичних сил навколо Української Соборної Суверенної Держави.
Діяльність Гетьманича на британських теренах була плідною й багатогранною. Він займався вирішенням такого важливого питання, як створення у Великій Британії структур Української автокефальної православної церкви, активно допомагав українським біженцям облаштовувати їх життя на чужині, проводив велику роботу серед української молоді, співпрацював з організацією Антибільшовицький блок народів тощо. У 1956 році в Лондоні відбулася 10-тисячна демонстрація українців і поляків, приурочена до приїзду у Велику Британію радянського лідера Микити Хрущова. Її учасники звернулися до британського уряду з петиціями засудити тоталітарний режим у СРСР і порушити питання про самовизначення українського народу. Одним з організаторів цієї політичної акції був Гетьманич Данило Скоропадський. Йому виповнилося на той час 52 роки, він, як і раніше, вражав своєю енергією, активністю, працездатністю, не любив «слабодухів, тонкосльозих, злочинно-пасивних».

#### Смерть

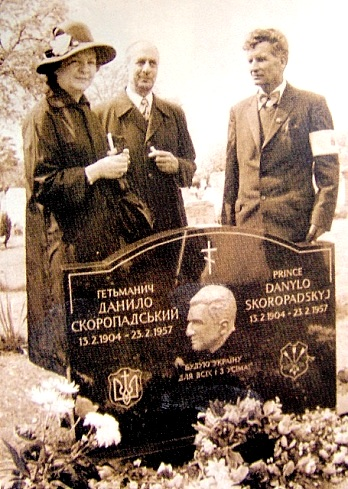
Гетьманівна Олена Отт-Скоропадська та її чоловік, Людвіґ Отт, на могилі Данила Скоропадського в Лондоні

23 лютого 1957 року Гетьманича Данила не стало. Звістка про смерть за загадкових обставин стала несподіванкою для тих, хто його знав. Медичний висновок констатував, що причиною смерті був крововилив у мозок, хоча посмертного розтину при цьому не було зроблено. Для організації похорону було створено громадський комітет з представників усіх діючих у Великій Британії українських політичних і громадсько-культурних організацій. Похорон Данила Скоропадського відбувся 2 березня 1957 року на лондонському цвинтарі Гемпстед у присутності великої кількості людей.
За простою дубовою домовиною, вкритою українським національним прапором і родовим гербом Скоропадських, йшли рідні та найближчі до Гетьманича люди, серед яких були присутні сестри Данила: Гетьманівни Марія Монтрезор (найстарша сестра) та Олена Отт (наймолодша сестра), а також Галина Мельник-Калужинська — наречена Гетьманича. Так сталося, що довгоочікуваний шлюб з цією жінкою, яка опинилася у Великій Британії після Другої світової війни, так і не відбувся. Як фатум сприймається той факт, що заручини Данила Скоропадського з Галиною Мельник-Калужинською відбулися за 10 днів до смерті Гетьманича, а офіційне повідомлення про їх вінчання мало бути опубліковане в пресі саме на початку березня 1957 року.
На надгробку Гетьманича, що на лондонському цвинтарі Гемпстед, викарбувано напис: «Будую Україну для всіх і з усіма».

### Підсумки

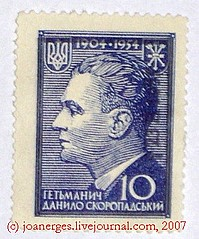
Пам'ятна поштова марка, видана в діаспорі з нагоди 50-річчя Гетьманича

Ще будучи малим хлопцем, Данило Скоропадський опинився з родиною на чужині. Проте мрії про незалежну Україну, яку він, хоча й не довго, встиг відчути й побачити зблизька, ніколи його не полишали. Слідуючи заповіту батька, Данило Скоропадський усе своє подальше життя присвятив служінню в ім'я України, був палким патріотом і свято вірив у свій народ.
Як і батько, Павло Скоропадський, Данило вважав, що українська державність може відродитися лише у своїй традиційній національній формі. Саме в історичній традиції, що корінилася в народі, Гетьманич вбачав запоруку майбутнього відродження України і був упевнений, що вона як нація давньої культури, врешті-решт, виборе собі місце у світі, на яке мала повне право. Слід зазначити, що Данило Скоропадський, відданий гетьманській ідеї, водночас з повагою ставився до своїх політичних опонентів. Він ніколи не кидав камінням у тих, хто організував свого часу антигетьманське повстання проти його батька Павла Скоропадського і був причетний до повалення Української Держави 1918 року. Навпаки, він схиляв чоло перед кожною жертвою, що її принесли українці на вівтар Батьківщини, незалежно від їх політичної орієнтації. Вміння піднятися над особистим, без упереджень оцінити події минулого в ім'я майбутнього було його суттєвою рисою.
Зважаючи на те, що відсутність національної єдності була одним з головних чинників поразки Української революції 1917—1920 рр., Данило Скоропадський робив усе можливе, щоб сконсолідувати різні українські сили в еміграції. Сваритися через форму влади в незалежній Україні, коли такої взагалі ще не було, Гетьманич вважав недоречним і виходив з того, що тільки народ має право вирішувати в майбутньому це питання. Він неодноразово підкреслював, що належить до всього українства й вірно служитиме вільній Україні без огляду на те, чи буде там устрій монархічний, чи республіканський. Водночас Данило Скоропадський був безкомпромісним і послідовим стосовно тих, хто заперечував ідею суверенної України.
Авторитет Гетьманича серед української діаспори був надзвичайно високим, і його, безперечно, можна назвати одним із лідерів українського руху в еміграції. Показово, що багато з тих, хто виступив свого часу проти гетьмана Павла Скоропадського ву 1918 році, стали пізніше палкими прихильниками його сина — Гетьманича Данила. Серед них був, наприклад, і колишній член Директорії УНР Опанас Андрієвський, який у 1954 році в листі до Гетьманича писав:
«…У Вашій особі я бачу маєстат української державності й перед Вами клоню мою сиву голову»
Високо оцінював діяльність Данила й Осип Назарук — один з організаторів гетьманського руху в Америці, колишній активний учасник антигетьманського повстання.
Данило Скоропадський прожив усього 53 роки. Раптова загадкова смерть обірвала його життя в самому розквіті сил. У своєму прощальному слові на могилі Данила відомий діяч Організації Українських Націоналістів (революціонерів) (ОУН-р) Ярослав Стецько сказав:
«Українці втратили в особі Гетьманича визначну постать, щирого українського патріота, самостійника і соборника, людину високої особистої культури і такту, аристократа не тільки по крові, але передусім по духу… У своїй діяльності він мав тільки основну мету — українську державність».
Добре знаний і шанований у колах української еміграції, Данило Скоропадський був невідомим в Україні. За радянських часів таке ставлення до провідників українського руху було звичним, бо відповідало тим ідеологічним нормам дозволеного чи недозволеного, у межах яких розвивалося все радянське суспільство.
Але Гетьманич Данило, ще у своїх численних виступах перед українською громадськістю, неодноразово підкреслював:
«За майбутнє нашого народу я не боюся, бо вірю в його здорові й творчі сили. Вірю, що здорова національна стихія … змете з нашого тіла й заразу московського большевизму, а всі українські державники знайдуть шлях один до одного й, об'єднавшись під покровом одної керівної ідеї, у творчім пориві здобудуть і відбудують нашу Україну»

## Вшанування пам'яті
У 2004 році патріотична громадськість в Україні та за її межами відзначила століття з дня народження Гетьманича Данила Скоропадського. В Україні, зокрема, низка громадських організацій та державних освітніх установ провели тематичні виставки та зустрічі, а Союз гетьманців-державників організував наукові читання, присвячені цій даті.
Тим не менш, широкого резонансу в суспільстві ці події не здобули. На державному рівні постать Гетьманича лишається непошанованою, а для більшості українців постать Данила Скоропадського лишається невідомою.
13 лютого 2019 року ЦДІАК України у рубриці «Архів BLITZ» презентував добірку документів «До 115-річчя від дня народження Данила Скоропадського».

## Сім'я
- Батько — Павло Петрович Скоропадський (1873—1945)
- Мати — Олександра Петрівна Скоропадська (Дурново) (1878—1952)
- Сестра — Марія Павлівна Скоропадська (Монтрезор) (1898–1959)
- Сестра — Єлисавета Павлівна Скоропадська (Кужим) (1899—1975)
- Брат — Петро Павлович Скоропадський (1900—1956)
- Брат — Павло Павлович Скоропадський (1915—1918)
- Сестра — Олена Павлівна Отт-Скоропадська (1919—2014)
- Наречена — Галина Яківна Мельник-Калужинська (1914—2002)

## Образ Данила Скоропадського в культурі
- В 2017 році в харківському видавництві «Фоліо» вийшов друком історичний детектив Тимура та Олени Литовченків «Принц України» (ISBN 978-966-03-7805-6) про життя останнього українського гетьмана у вигнанні Данила Скоропадського[32].